# A35 (Botswana)
Die A35 ist eine Fernstraße im North West District von Botswana. 
Sie beginnt im Norden in Mohembo an der Grenze zu Namibia und erschließt dort auch die 2022 erbaute Okavango River Bridge. Sie führt westlich am Okavangodelta entlang und mündet im Süden in Sehithwa am Lake Ngami in die A3 ein. 

## Flughäfen und Flugplätze
An der Straße gibt es sechs Flugplätze.
- Shakawe Airport
- Etsha Airport
- Nxamaseri Airport
- Gumare Airport
- Nokaneng Airport
- Tsau Airport